# Ayuko Ito
Ayuko Ito (Japans: 伊藤 亜由子) is een schaatsster uit Japan, die wedstrijden bij de shorttrack rijdt.
Ito reed drie maal op de Olympische Winterspelen voor Japan op het shorttrack-evenement.
In 2010 op de Olympische Winterspelen van Vancouver reed Ito op de 1000 meter en op de 3000 meter aflossing.
Op de Olympische Winterspelen van Sotsji in 2014 startte Ito op de 500, 1000, 1500 meter en op de 3000 meter aflossing.
Op de Olympische Winterspelen van PyeongChang in 2018 startte Ito enkel op de 3000 meter aflossing.

## Records
| Afstand    | Tijd     | Datum            | Baan           |
| ---------- | -------- | ---------------- | -------------- |
| 500 meter  | 43,471   | 5 november 2016  | Calgary        |
| 1000 meter | 1:29,467 | 12 november 2016 | Salt Lake City |
| 1500 meter | 2:21,183 | 18 oktober 2008  | Salt Lake City |
| 3000 meter | 5:17,417 | 10 maart 2013    | Debrecen       |